# Theodoros Pallas
Theodoros Pallas (Salonicco, 30 novembre 1949 – Atene, 9 agosto 2025) è stato un calciatore greco, di ruolo difensore.

## Biografia
Fu difensore dell'Aris Salonicco dal 1966 al 1980, registrando 368 presenze in carriera. Nel 1981 passò all'Olympiacos, dove rimase per due stagioni, dopodiché si ritirò.  
Fu membro della nazionale greca negli anni '70, con 31 presenze.
Morì ad Atene il 9 agosto 2025, all'età di 75 anni, dopo una lunga malattia.